# Equilibri secular
En física nuclear, l'equilibri secular o equilibri permanent és una situació en la qual la quantitat d'un isòtop radioactiu es manté constant perquè la seva taxa de producció (per exemple, a causa del decaïment d'un isòtop pare) és igual a la seva taxa de desintegració.

## Lleis d'evolució
Sigui {\displaystyle P} («pare») un nucli radioactiu de constant radioactiva {\displaystyle \lambda _{P}}, i {\displaystyle F} («fill») el nucli resultant de la seva descomposició amb una constant radioactiva {\displaystyle \lambda _{F}} (>> {\displaystyle \lambda _{P}}). Designem {\displaystyle [P]} i {\displaystyle [F]} el nombre de nuclis {\displaystyle P} i {\displaystyle F} present en una mostra, o les seves concentracions molars (expressades, per exemple, en mol / kg).
- Si el pare no és radiogènic, la seva taxa de creació és zero, i la seva taxa de destrucció també es dona per la llei de la descomposició radioactiva:
{\displaystyle {\frac {\mathrm {d[P]} }{\mathrm {d} t}}=-\lambda _{\mathrm {P} }[P]}.
- La taxa de creació de {\displaystyle F} és {\displaystyle \lambda _{P}[P]}, i la seva taxa de destrucció és {\displaystyle \lambda _{F}[F]}, d'aquí el balanç:
{\displaystyle {\frac {\mathrm {d[F]} }{\mathrm {d} t}}=\lambda _{\mathrm {P} }[P]-\lambda _{\mathrm {F} }[F]}.
- En el cas d'una cadena de desintegració, tenim el mateix, per a un descendent intermedi {\displaystyle D_{n}} (fill de {\displaystyle D_{n-1}} i pare de {\displaystyle D_{n+1}}) :
{\displaystyle {\frac {\mathrm {d[D} _{n}]}{\mathrm {d} t}}=\lambda _{n-1}[\mathrm {D} _{n-1}]-\lambda _{n}[\mathrm {D} _{n}]}.

## Equilibri secular en la descomposició radioactiva
L'equilibri secular només pot ocórrer en una cadena de desintegració radioactiva si la vida mitjana del radionúclid fill B és molt més curta que la vida mitjana del radionúclid pare A. En aquesta situació, la taxa de desintegració d'A i, per tant, la taxa de producció de B, és aproximadament constant, ja que la vida mitjana d'A és molt llarga en comparació amb els terminis considerats. La quantitat de radionúclid B s'acumula fins que el nombre d'àtoms B que es desintegren per unitat de temps és igual al nombre que d'àtoms que es produeixen per unitat de temps; la quantitat de radionúclid B arriba a continuació a un valor d'equilibri constant. Assumint que la concentració inicial de radionúclid B és zero, l'equilibri complet sol aparèixer després de diverses vides mitjanes del radionúclid B.
La quantitat de radionúclid B quan s'arriba a l'equilibri secular està determinada per la quantitat del seu pare A i la vida mitjana dels dos radionúclids. Això es pot veure a partir de la relació de velocitat de canvi del nombre d'àtoms del radionúclid B:
{\displaystyle {\frac {dN_{B}}{dt}}=\lambda _{A}N_{A}-\lambda _{B}N_{B},}
on λA i λB són les constants de decaïment del radionúclid A i B, relacionats amb la seva vida mitjana t1/2 per {\displaystyle \lambda =\ln(2)/t_{1/2}}, i NA i NB són el nombre d'àtoms d'A i B en un moment donat.
L'equilibri secular passa quan {\displaystyle dN_{B}/dt=0}, o
{\displaystyle N_{B}={\frac {\lambda _{A}}{\lambda _{B}}}N_{A}.}
Durant temps suficients, comparable a la vida mitjana del radionúclid A, l'equilibri secular només és aproximat; NA decau segons
{\displaystyle N_{A}(t)=N_{A}(0)e^{-\lambda _{A}t},}
i la quantitat «d'equilibri» de radionúclid B disminueix al seu torn. Per a temps curts en comparació de la vida mitjana d'A, {\displaystyle \lambda _{A}t\ll 1} i l'exponencial es pot apropar a 1.

## Temporalitat
Quan el període (T) del «pare» és molt més gran que el dels «fills», les activitats dels diferents fills estan equilibrades amb la del pare. En altres paraules, la relació entre la concentració d'un fill i la del pare es fa igual a la proporció de les seves vides mitjanes.
L'equilibri secular d'una cadena de desintegració s'aconsegueix després d'un temps igual a aproximadament 10 vegades el període del fill del qual el període és el més llarg, per exemple: 
- 234U (T = 2,46.10⁵ anys) és el fill d'un període més llarg en la cadena de 238U (T = 4,47.10⁹ anys), l'equilibri secular s'aconsegueix després de més de dos milions d'anys
- 228Ra (T = 5,75 anys) és considerat per a la cadena de 232Th (T = 1,40.10¹⁰ anys), l'equilibri secular s'aconsegueix després d'uns 500 anys.

Tenint en compte que les activitats de tots els descendents són llavors iguals a l'activitat de l'isòtop pare, l'error comès és inferior 1 %.
L'establiment d'un equilibri secular explica per què la radioactivitat d'una mostra pot augmentar amb el temps. Per exemple, un gram d'urani-238 pur té una radioactivitat de 12.434 Bq. Després d'un any, quantitats significatives de 234Th i 234mPa (de períodes radioactius de menys d'un mes), han arribat al seu equilibri secular amb l'urani i, per tant, tenen la mateixa activitat, mentre que la quantitat total d'urani-238 no ha disminuït significativament: la radioactivitat total de la mostra és llavors 3 x 12.434 = 37.302 Bq. Després de 2,5 milions d'anys (aproximadament deu vegades el període de l'urani-234), s'aconsegueix l'equilibri secular de la cadena completa: l'activitat de l'urani-238 és llavors igual a la de cadascun dels els seus tretze descendents (descuidem el 234Pa, que representa un mode de desintegració molt menor). L'activitat total de la mostra d'un gram és superior a 174.000 Bq, o 14 vegades l'activitat inicial.

## Reglamentació
Una directiva europea especifica els diferents equilibris seculars que s'han de considerar per a les avaluacions dosimètriques de la població i els treballadors exposats a la radioactivitat.

### Equilibris seculars a considerar
Font IRSN
| Pare     | Radionúclids descendents en equilibri                                                            | Isòtops fills estables |
| -------- | ------------------------------------------------------------------------------------------------ | ---------------------- |
| 90Sr+    | 90Y                                                                                              | 90Zr                   |
| 137Cs+   | 137mBa                                                                                           | 137Ba                  |
| 238U+    | 234Th, 234mPa                                                                                    | cf. 238Usec            |
| 226Ra+   | 222Rn, 218Po, 214Pb, 214Bi, 214Po, 210Pb, 210Bi, 210Po                                           | cf. 238Usec            |
| 210Pb+   | 210Bi, 210Po                                                                                     | cf. 238Usec            |
| 228Ra+   | 228Ac                                                                                            | cf. 232Thsec           |
| 228Th+   | 224Ra, 220Rn, 216Po, 212Pb, 212Bi, 208Tl, 212Po                                                  | cf. 232Thsec           |
| 238Usec  | 234Th, 234mPa, 234Pa, 234U, 230Th, 226Ra, 222Rn, 218Po, 214Pb, 214Bi, 214Po, 210Pb, 210Bi, 210Po | 206Pb                  |
| 232Thsec | 228Ra, 228Ac, 228Th, 224Ra, 220Rn, 216Po, 212Pb, 212Bi, 208Tl, 212Po                             | 208Pb                  |